# Estación Monte Águila
Monte Águila es una estación de ferrocarril ubicada en la ciudad del mismo nombre que administrativamente, pertenece a la comuna de Cabrero, desde el año 1979, conforme al decreto Ley 2.868, dictado durante el Régimen Militar. Hasta ese año, perteneció a la comuna de Yumbel.

## Historia
Fue construida junto con el Ferrocarril Curicó Talcahuano - Chillán y Angol, e inaugurada en 1873. Luego pasó a formar parte de la Red Sur de los Ferrocarriles del Estado, y es parte del Troncal Sur. Era cabecera del ramal Monte Águila-Polcura, hoy en desuso.
El 21 de agosto de 1923 se autorizan los trabajos de reparación y adoquinado de la bodega de carga de la estación.
En el año 2002 empieza a tener detención el nuevo servicio Automotor Nocturno Alameda-Talcahuano, en reemplazo del antiguo Rápido del Biobío. El 31 de marzo de 2007, se suprimió nuevamente el servicio, por la realización de algunas labores de los proyectos Zona Centro (PZC) y Señalización, Electrificación y Comunicación (SEC). Pese a que anunció su reanudación en agosto de 2007, el servicio continúa suprimido en forma indefinida. El servicio EFE Chillán, lo reemplazó en forma diurna, mediante combinaciones tren-bus hasta el año 2010. Producto del terremoto y los daños que sufrió la línea EFE suspendió la combinación con buses. Hoy en día opera un servicio turístico nocturno entre Santiago y Concepción con itinerario facultativo.[cita requerida]
Pese al abandono —la estación es utilizada solo por personal de EFE encargado del cruzamiento de trenes—, autoridades como el político independiente Mario Gierke Quevedo (alcalde de Cabrero, 2012-2024), quién es originario de la ciudad, y con ayuda de fondos públicos del Gobierno Regional del Biobío, han intentado reconstruir y mejorar el recinto estación a través de diversos proyectos de mejoras y restauración,además de contribuir a la localidad con un crecimiento y avance significativo, llegando a contar con variados servicios que antes no tenía, como cajeros automáticos; la remodelación completa del parque Plaza de Armas de Monte Águila, y la construcción de centros médicos, recreativos, sedes sociales, pavimentación de calles y renovación de tendido eléctrico. La recuperación del patrimonio histórico propio ha sido uno de los argumentos que han alimentado el fuerte sentimiento independentista de la ciudad, debido al crecimiento de su población; por la poca inversión de dinero y proyectos en el territorio por parte de la primera administración comunal en democracia, del alcalde democratacristiano Hasan Sabag Castillo (1992-2012), y por la identidad propia de la ciudad de Monte Águila, en donde sus habitantes no se identifican con la capital de su comuna, Cabrero.Monte Águila Administrativamente, pertenece a la comuna de Cabrero, desde el año 1979, conforme al decreto Ley 2.868, dictado durante el Régimen Militar. Hasta ese año, perteneció a la comuna de Yumbel.

## Servicios anteriores
- Automotor Alameda -Talcahuano